# Distrikt Huari
Der Distrikt Huari liegt in der Provinz Huari in der Region Ancash im zentralen Westen von Peru. Der Distrikt wurde am 17. Oktober 1893 gegründet. Er hat eine Fläche von 398 km². Beim Zensus 2017 wurden 9178 Einwohner gezählt. Im Jahr 1993 lag die Einwohnerzahl bei 8915, im Jahr 2007 bei 9738. Verwaltungssitz des Distriktes ist die 3149 m hoch gelegene Provinzhauptstadt Huari.

## Geographische Lage
Der Distrikt Huari liegt an der Ostflanke der Cordillera Blanca, die einen teils vergletscherten Abschnitt der peruanischen Westkordillere bildet. Der Distrikt befindet sich im Nordwesten der Provinz Huari und erstreckt sich entlang dem rechten Flussufer des nach Süden strömenden Río Huari. Die westliche Distriktgrenze bildet der Hauptkamm der Cordillera Blanca. Die südliche Distriktgrenze bildet der Río Rurec, ein Zufluss des Río Mosna. Im Südwesten liegt der 6222 m hohe Nevado Chinchey. Der Westteil des Distrikts liegt im Nationalpark Huascarán. 
Der Distrikt Huari grenzt im Süden an den Distrikt Huántar, im Südwesten an den Distrikt Independencia, im Nordwesten an die Distrikte San Miguel de Aco und Marcará (beide in der Provinz Carhuaz) sowie an den Distrikt Chacas (Provinz Asunción). Im Norden grenzt der Distrikt Huari an den Distrikt San Luis (Provinz Carlos Fermín Fitzcarrald). Östlich des Distrikts Huari liegen die Distrikte Cajay und Huachis.

## Ortschaften
Neben dem Hauptort Huari gibt es folgende Ortschaften im Distrikt:
- Acopalca
- Ampas
- Colcas
- Cushin
- Huamantanga
- Huamparan
- Mallas
- Santa Rosa de Lucma
- Yacya